# Pende (Kersana)
Pende is een bestuurslaag in het regentschap Brebes van de provincie Midden-Java, Indonesië. Pende telt 4937 inwoners (volkstelling 2010).